# ワレリー・リューミン
ワレリー・リューミン（英語: Valery Victorovich Ryumin, ロシア語: Валерий Викторович Рюмин, 1939年8月16日 - 2022年6月6日）は、ソビエト連邦の宇宙飛行士である。コムソモリスク・ナ・アムーレ出身。

## 生涯
1958年から1961年には戦車の指揮官として従軍した。
1958年に「金属の冷間加工」を専攻してKaliningrad Mechanical Engineering Technical Collegeを卒業した。
1966年には「宇宙船の制御システム」を専攻してMoscow Forestry Engineering Instituteを卒業した。
1966年から現在まで、彼はS.P.コロリョフ ロケット&スペース コーポレーション エネルギアに勤め、サリュート1号以降の軌道モジュールの開発を行った。
1973年には宇宙飛行士になり、3度の宇宙飛行を行って362日間を宇宙で過ごした。1977年にはソユーズ25号で2日間宇宙に滞在した。サリュート6号には、1979年に175日間、1980年に185日間滞在した。
1981年から1989年まで、リューミンはサリュート7号とミールのフライトディレクターを務めた。1992年までは、シャトル・ミールプログラムのロシア側のディレクターを務めた。
1998年1月、アメリカ航空宇宙局はリューミンがSTS-91の乗組員に選ばれたことを発表した。リューミンは1998年6月2日から12日まで、スペースシャトル・ディスカバリーで、9回目にして最後のシャトル・ミールプログラムとなるSTS-91に参加した。STS-91のミッションでは、235時間54分で地球を154周し、約380万マイルを移動した。

## 人物
- リューミンは、1979年8月19日と1980年10月11日の2度、ソ連邦英雄を受章している。
- リューミンは既婚であり、2人の娘と1人の息子がいる。
- 趣味はテニス、釣り、狩り、森歩き、旅行等である。